# Милен Пенев
Милен Димитров Пенев е български актьор. 

## Биография
Роден е във Варна на 13 април 1943 г. Завършва ВИТИЗ „Кръстьо Сарафов“ през 1967 г. със специалност актьорско майсторство в класа на проф. Стефан Сърчаджиев и Методи Андонов. Състуденти са му Стефан Данаилов, Стефан Мавродиев и Марин Янев. Като студент прави моноспектакъл по разказ от сборника на Йордан Радичков „Свирепо настроение“.
Работил е в Пловдивския драматичен театър, Пазарджишкия драматичен театър, Сатиричния театър „Алеко Константинов“ и Театър „София“.
Умира на 1 януари 1992 г. на 48-годишна възраст при неизяснени обстоятелства.

## Театрални роли
- „Кавказкия тебеширен кръг“ (Бертолд Брехт) – Симон
- „Голямата печалба“ (Е. Кинтеро) – Октавио
- „Миналото лято в Чулимск“ (Александър Вампилов) – Шаманов

## Филмография
| Година    | Филми и Сериали      | Серии | Копродукции     | Роля                       |
| --------- | -------------------- | ----- | --------------- | -------------------------- |
| 1977-1982 | Четвъртото измерение | 6     |                 |                            |
| 1976      | Завръщане от Рим     | 5     | България/Италия | доцент Кирил Милев         |
| 1973      | Сиромашко лято       |       |                 | синът                      |
| 1972      | Козият рог           |       |                 | овчарят, любимият на Мария |
| 1969      | Иконостасът          |       |                 |                            |
| 1969      | Свобода или смърт    |       |                 | войводата Христо Ботев     |
| 1967      | Човекът в сянка      |       |                 | офицера                    |
| 1965      | Неспокоен дом        |       |                 | Борис                      |